# 玉依姬

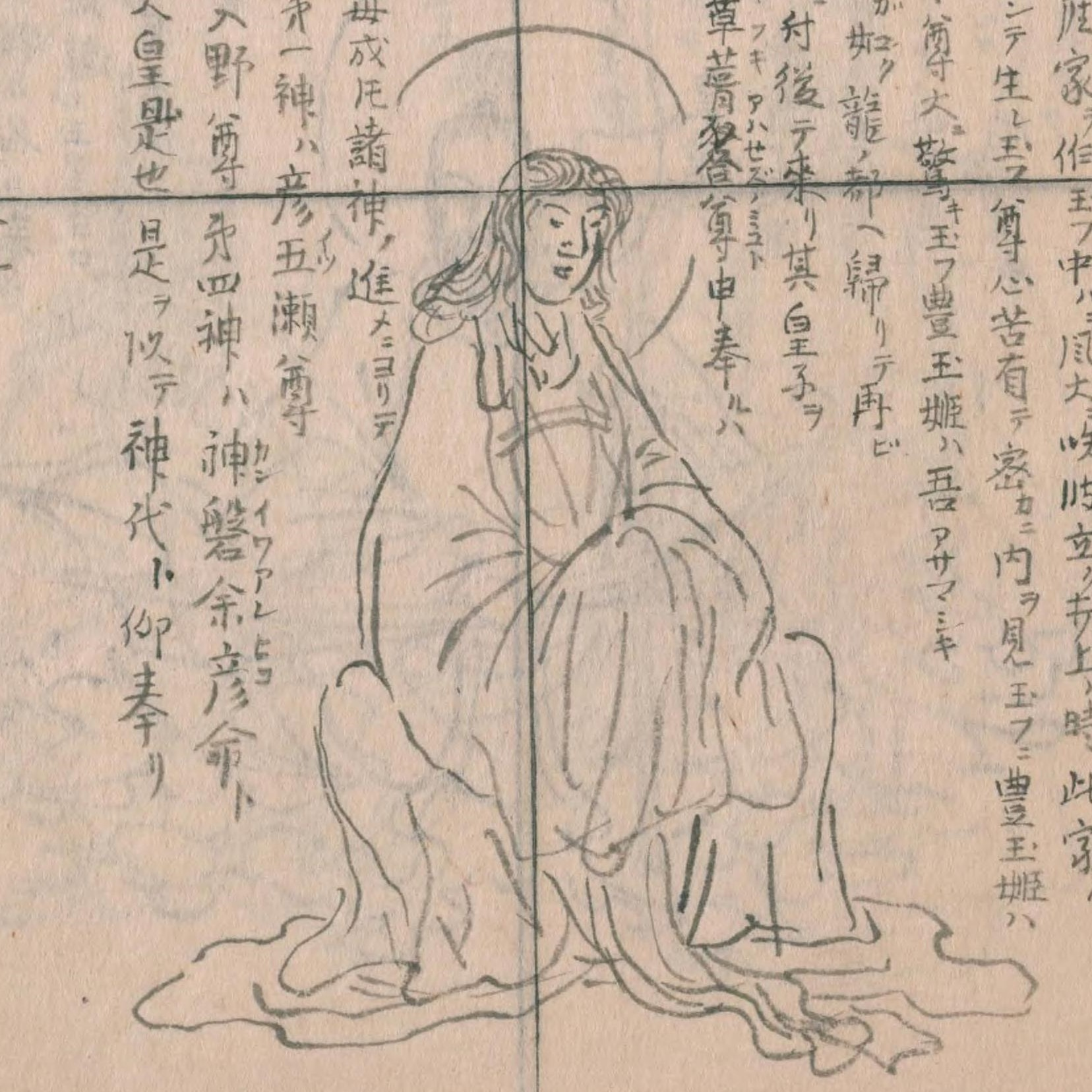
玉依姬尊（『神佛图会』）

玉依姬（タマヨリビメ）為日本神話裡海神綿津見的女兒、豐玉姬的胞妹、彥波瀲武鸕鷀草葺不合尊的妻子、神武天皇的母親，《日本書紀》記作玉依姬，《古事記》則寫作玉依毘賣命（タマヨリヒメノミコト）。

## 概要

### 日本書紀的記載
依據《日本書紀》卷第二，第一種說法是豐玉姬返回海國時，將彥波瀲武鸕鷀草葺不合尊託付給胞妹玉依姬扶養。第三種說法則提到被夫婿窺覘的豐玉姬回到大海，彥火火出見尊託婦人為乳母代養。豐玉姬聽聞其兒端正，心生憐愛，欲回來養兒卻於義不可，故遣其胞妹玉依姬代為養育。第四種說法則謂豐玉姬待產時請火折尊幫忙，但後者不從。故豐玉姬將兒子以草衾包裹置之於海浪，隨即遁入海裡。後來豐玉姬認為不妥，遣玉依姬抱起送往陸地。
彥波瀲武鸕鷀草葺不合尊以其姨玉依姬為妃，生彥五瀨命、稻飯命、三毛入野命、神日本磐余彥尊等四子。不過對於四個孩子的名字，下一段又出現幾種不同的說法：
1. 第一種說法：生彥五瀨命、稻飯命、三毛入野命、狹野尊（亦號神日本磐余彥尊）等四子。
2. 第二種說法：生五瀨命、三毛野命、稻飯命、磐余彥尊（亦號神日本磐余彥火火出見尊）等四子。
3. 第三種說法：生彥五瀨命、稻飯命、神日本磐余彥火火出見尊、稚三毛野命等四子。
4. 第四種說法：生彥五瀨命、磐余彥火火出見尊、彥稻飯命、三毛入野命等四子。

### 古事記的記載
按《古事記》上卷的紀錄，故事橋段大致與《日本書紀》相似，火遠理命因好奇窺伺其妻豐玉姬臨盆，詎料身為海神綿津見女兒的豐玉姬化為八尋鱷鮫，嚇得火遠理命驚退。產後豐玉姬得知夫婿偷窺而感到羞恥，遁入海中再也不出來。而她的兒子產於鵜羽葺草殿未葺合之時，故名天津日高日子波限建鵜草葺不合命，並託付給其胞妹玉依毘賣命收養。
長大後的天津日高日子波限建鵜葺草葺不合命娶其姨母玉依毘賣命，並產下五瀨命、稻冰命、御毛沼命、若御毛沼命（亦名豐御毛沼命、神倭伊波禮毘古命，即神武天皇）等四子。

## 解說
玉依姫（たまよりひめ、玉依毘賣、玉依媛）
神名內的「玉依（タマヨリ）」具有「神明的替身」之意，類似巫女這類的神職人員。
此名字在記載中擁有複數的存在，如下列：
- 玉依姫命—— 於『日本書紀』第9冊第7卷記載。為高皇產靈尊之女栲幡千千姬命的女兒。為天忍穗耳尊之妻，天津彥彥火瓊瓊杵尊的母親。

- 玉依姬——大綿津見神之女，鸕鶿草葺不合尊之妻，神武天皇的母親。
- 玉櫛媛——三島湟咋之女，大物主神（又或事代主神）之妻，姬蹈鞴五十鈴姬命的母親。

## 信仰
供奉玉依姬的神社主要有：
- 宮崎神宮（宮崎縣宮崎市）
- 玉前神社（千葉縣長生郡一宮町）
- 吉野水分神社（奈良縣吉野郡吉野町）